# شاهدخت ایوا
شاهدخت ایوا (به ژاپنی: 磐之媛命, Iwa no hime no Mikoto); ۱ ژانویهٔ ۰۲۵۰ – ۱ ژانویهٔ ۰۳۴۷) ملکه همسر امپراتور نینتوکو، شاعر، و نویسنده اهل ژاپن بود.